# 山川幸世
山川 幸世（やまかわ ゆきよ、1904年3月23日 - 1974年12月23日）は、日本の演出家。

## 人物
京都生まれ。ドイツ文学者・山川幸雄の長男。妹に山川彌千枝。2歳の時、父の転勤のため、東京に転居。同志社大学英文科卒。舞台演出家として知られるばかりでなく、俳優の養成にも携わり、実演者の立場から音声学にもアプローチした。モンゴル音楽祭などに取り組んできた山川泉は実子。

## 経歴
- 1928年、大学卒業後、築地小劇場附属劇団に演出部研究生として入団[2]。
- 1929年、劇団の機関誌『築地小劇場』に戯曲の翻訳などを掲載する。
- 1930年、「東京左翼劇場」（1928年結成）に移る[2]。この頃、松竹キネマの女優長谷川泰子が山川の子どもを産み、中原中也が名付け親となる[4]。
- 1931年から1933年にかけて、労働運動との関わりを強め、非公然活動を続ける[2]。
- 1933年2月、京橋署に検挙される[2]。保釈後に演劇界に戻るが、やがて所属していた左翼劇場は解散してしまい、日本楽劇協会内に山田耕筰が設立したグループ金曜会と関わるようになる。
- 1936年、「新築地劇団」に入団[2]。
- 1940年、内紛により脱退。同年、「新協劇団」や「新築地劇団」などの劇団員が一斉に検挙された「新劇事件」の対象となり、警察署に留置され、後に巣鴨拘置所に移送される[2]。
- 1941年12月、開戦直後に保釈。東方社で対外宣伝誌『FRONT』編集に従事[2]。
- 1946年、演劇の仕事に復帰。
- 1948年、舞台芸術学院の設立にかかわる。のち教授。
- 1950年、『日本音声学の実際』を五月書房から刊行。同年から1951年にかけて、『現代演劇論大系』（全8巻、五月書房）と別巻の編集に岡倉士朗とともに携わる。
- 1974年、心不全により死去。
- 1981年、『ある演劇人の軌跡』（未來社）が刊行された。